# Sugár Lajos
Sugár Lajos, született Schwartz Lajos Ignác (Budapest, 1893. május 4. – Budapest, 1974. május 15.) magyar színész.

## Életpályája
Schwartz Ignác zenész és Dudzák Mária fia. 1910–1915 között egy vándortársulatban lépett először színpadra. 1915–1916 között a Magyar Műszínkörben szerepelt. 1916–1917 között Kassán játszott. 1918–1919 között a Kis Komédiában volt látható. 1919–1920 között Kaposváron színészkedett. 1920–1921 között Kecskeméten lépett színpadra. 1921–1923 között Sopronban és Szombathelyen is játszott. 1923–1932 között játszott a Renessaince és a Belvárosi Színházban. 1932–1933 között a Magyar Színház tagja volt. 1933–1935 között nem volt állandó szerződése. 1935–1941 között a Magyar Színházban és az Andrássy úti Színházban játszott. 1941–1944 között az Új Magyar Színházban szerepelt. 1951–1974 között a Nemzeti Színházban lépett fel. Pályája kezdetén drámai hős-, hősszerelmes- és bonvivánszerepeket, később jellemfigurákat formált meg. Élete során több száz szerepet öltött magára.
Sírja a Rákoskeresztúri köztemetőben található.

## Családja
Házastársa Singer Margit színésznő volt, akivel 1918. október 8-án Budapesten, az Erzsébetvárosban kötött házasságot. Gyermekeik: Sugár Sári színésznő, Sugár Mária, Sugár Zoltán. Unokáik: Faragó Sári (1943–2011) színésznő és Faragó József színész, szinkronrendező.

## Díjai
- Munka Érdemérem (1962)
- Munka Érdemrend ezüst fokozata (1968)

## Szerepei

### Színházi szerepei
- Madách Imre: Az ember tragédiája – Lucifer
- Herczeg Ferenc: Bizánc – Constantin császár
- Gábor Andor: Dollárpapa – Roth fűszeres
- Rákosi Viktor: Elnémult harangok – Todorescu
- Molnár Ferenc: Az ördög – Fülöp inas

### Filmszerepei
- Csak egy kislány van a világon (1929) – inas
- Piri mindent tud (1932) – kanáritulajdonos
- A bor (1933)
- Budai cukrászda (1935) – vendég a cukrászdában
- A királyné huszárja (1935) – Harkányi százados
- Az okos mama (1935) – János, Dr. Havas inasa
- Havi 200 fix (1936) – Demeter Kálmán inasa
- Méltóságos kisasszony (1936) – Horváthék inasa
- Az aranyember (1936) – rendőrbiztos
- Tomi, a megfagyott gyermek (1936) – János, komornyik Gáldy Benedeknél
- Pogányok (1936)
- Sportszerelem (1936-37) – Szigethyék inasa
- Pesti mese (1937) – árverésvezető
- 120-as tempó (1937) – Mihály, Turnerék inasa
- Hotel Kikelet (1937) – szállóvendég
- A 111-es (1937) – bíró a színpadon
- A Noszty fiú esete Tóth Marival (1937, magyar-német-osztrák) – hadnagy
- Döntő pillanat (1938) – végrehajtó
- Cifra nyomorúság (1938) – Radó, bankigazgató
- Péntek Rézi (1938) – hitelező
- Azurexpress (1938) – matematika tanár
- A hölgy egy kissé bogaras (1938) – Zombory, cégvezető
- A pusztai királykisasszony (1938) – rektor
- 13 kislány mosolyog az égre (1938) – a divatüzlet titkára
- Toprini nász (1939) – ezredorvos
- Szervusz, Péter! (1939) – szállodaportás
- 5 óra 40 (1939) – banktisztiselő a Morris Bankházban
- Pénz áll a házhoz (1939) – Molnár Lajos, névrokon
- Tökéletes férfi (1939) – főszerkesztő
- Két lány az utcán (1939) – vendég az eljegyzésen
- A miniszter barátja (1939) – pincér
- Áll a bál (1939) – gróf
- Bercsényi huszárok (1939) – pincér
- Garszonlakás kiadó (1939) – klubtag
- Férjet keresek (1939-40) – süket nagybácsi
- Pénz beszél (1940) – ügyvéd
- Göre Gábor visszatér (1940) – szállodai alkalmazott
- Erzsébet királyné (1940) – magyar úr
- Dankó Pista (1940) – konferanszié Oroszországban
- Sok hűhó Emmiért (1940) – anyakönyvvezető
- Ismeretlen ellenfél (1940) - rendőr
- Hazajáró lélek (1940) – főpincér
- Egy csók és más semmi (1940) – Dr. Albert ügyfele
- Igen vagy nem? (1940) – pincér az étteremben
- Pepita kabát (1940) – pincér
- Vissza az úton (1940) – rulettjátékos
- Beáta és az ördög (1940) – komornyik Martino grófnál
- Elnémult harangok (1940) – angol úr a bálon
- Hétszilvafa (1940) – szállodaportás
- Szeressük egymást (1940) – gyári titkár
- Lángok (1940) – orvos
- Ma, tegnap, holnap (1941)
- Havasi napsütés (1941) – portás
- Egy tál lencse (1941) – Hekula Jónás, jószágigazgató
- Néma kolostor (1941) – Auerbach bárónő komornyikja
- András (1941) – Leopold, inas
- Édes ellenfél (1941) – Komlós, aligazgató
- Leányvásár (1941) – szobapincér
- Három csengő (1941) – szállodaportás
- Kölcsönkért férjek (1941) – Dr. Szabó, ügyvéd
- Intéző úr (1941)
- Bob herceg (1941) – összeesküvő
- Miért? (1941) – inas
- Dr. Kovács István (1941) – főpincér
- A szűz és a gödölye (1941) – Brandt úr, könyvelő
- Régi keringő (1941) – Gál Fülöp, Dorothy apja
- Haláltánc (1941)
- Behajtani tilos! (1941-42) – vevő a bútorboltban
- Tavaszi szonáta (1942) – főkomornyik
- Szép csillag (1942)
- Szíriusz (1942) – hoppmester
- Kétezerpengős férfi (1942) – ügyvéd
- Fráter Lóránd (1942) – Lóránd barátja
- Estélyi ruha kötelező (1942) – inas
- Jelmezbál (1942) – nyomozó
- Csalódás (1942) – Szabó úr, a Nápoly szálloda portása
- Egér a palotában (1942) – szállodaportás
- Heten, mint a gonoszok (1942) – utazó
- Férfihűség (1942) – a kolozsvári New York szálló portása
- Külvárosi őrszoba (1942) – detektív
- Keresztúton (1942) – szanatóriumi orvos
- Fekete hajnal (1942) – baráti társaság tagja
- Katyi (1942) – detektív
- Családunk szégyene (1942) – pincér
- A láp virága (1942) – Péter, kaszinói személyzet tagja
- A tökéletes család (1942) – könyvkiadó cég vezetője
- Egy szoknya, egy nadrág (1943) – a Duna szálloda portása
- A 28-as (1943) – börtönőr
- Anyámasszony katonája (1943)
- Makrancos hölgy (1943)
- Sziámi macska (1943) – bárpincér
- Valamit visz a víz (1943) – ékszerész
- Szováthy Éva (1943) – Girálthy Gábor
- Ágrólszakadt úrilány (1943) – szállodadetektív
- Tengerparti randevú (1943, magyar-bolgár) – műkereskedő
- Majális (1943) – Szabó bácsi, ékszerész
- Boldog idők (1943) – vezérigazgató
- Ördöglovas (1943) – osztrák nagykövet
- Boldoggá teszlek (1944) – Szalay Gábor, textilgyári vezérigazgató
- Afrikai vőlegény (1944) – főportás
- Fiú vagy lány? (1944) – orvos
- Gyanú (1944) – Nemes, kereskedő
- Makkhetes (1944) – Kövi Dénes barátja, tárgyaló a Koronában
- Csiki Borka tánca (1944, befejezetlen)
- Üsd pofon! (1944, rövid propaganda) – hivatalnok
- Forró mezők (1948)
- Díszmagyar (1949)
- Mágnás Miska (1949)
- Úri muri (1949)
- Déryné (1951)
- Erkel (1952)
- Nyugati övezet (1952)
- Dandin György, avagy a megcsúfolt férj (1955)
- A nagyrozsdási eset (1957)
- Két vallomás (1957)
- Álmatlan évek (1959)
- Merénylet (1960)
- Katonazene (1961)
- A hírlapíró és a halál (1963, TV film)
- A kőszívű ember fiai (1965)